# El Encanto (Tabasco)
El Encanto es una localidad del municipio de Nacajuca ubicado en la subregión centro del estado mexicano de Tabasco.

## Geografía
La localidad de El Encanto se sitúa en las coordenadas geográficas 18°20′14″N 92°54′57″O / 18.337222, -92.915833, a una elevación de -1 metro sobre el nivel del mar.

## Demografía
Según el Conteo de Población y Vivienda 2020, efectuado por el Instituto Nacional de Estadística y Geografía, la localidad de El Encanto tiene 12 habitantes, de los cuales 6 son del sexo masculino y 6 del sexo femenino. Su tasa de fecundidad es de 2.5 hijos por mujer y tiene 4 viviendas particulares habitadas.
| Gráfica de evolución demográfica de El Encanto entre 2000 y 2020 |
|                                                                  |
| INEGI.                                                           |